# Махничі
Махничі (словен. Mahniči) — поселення в общині Сежана, Регіон Обално-крашка, Словенія. Висота над рівнем моря: 242,6 м.